# 644 TCN
644 TCN là một năm trong lịch La Mã.